# Mont Sutro

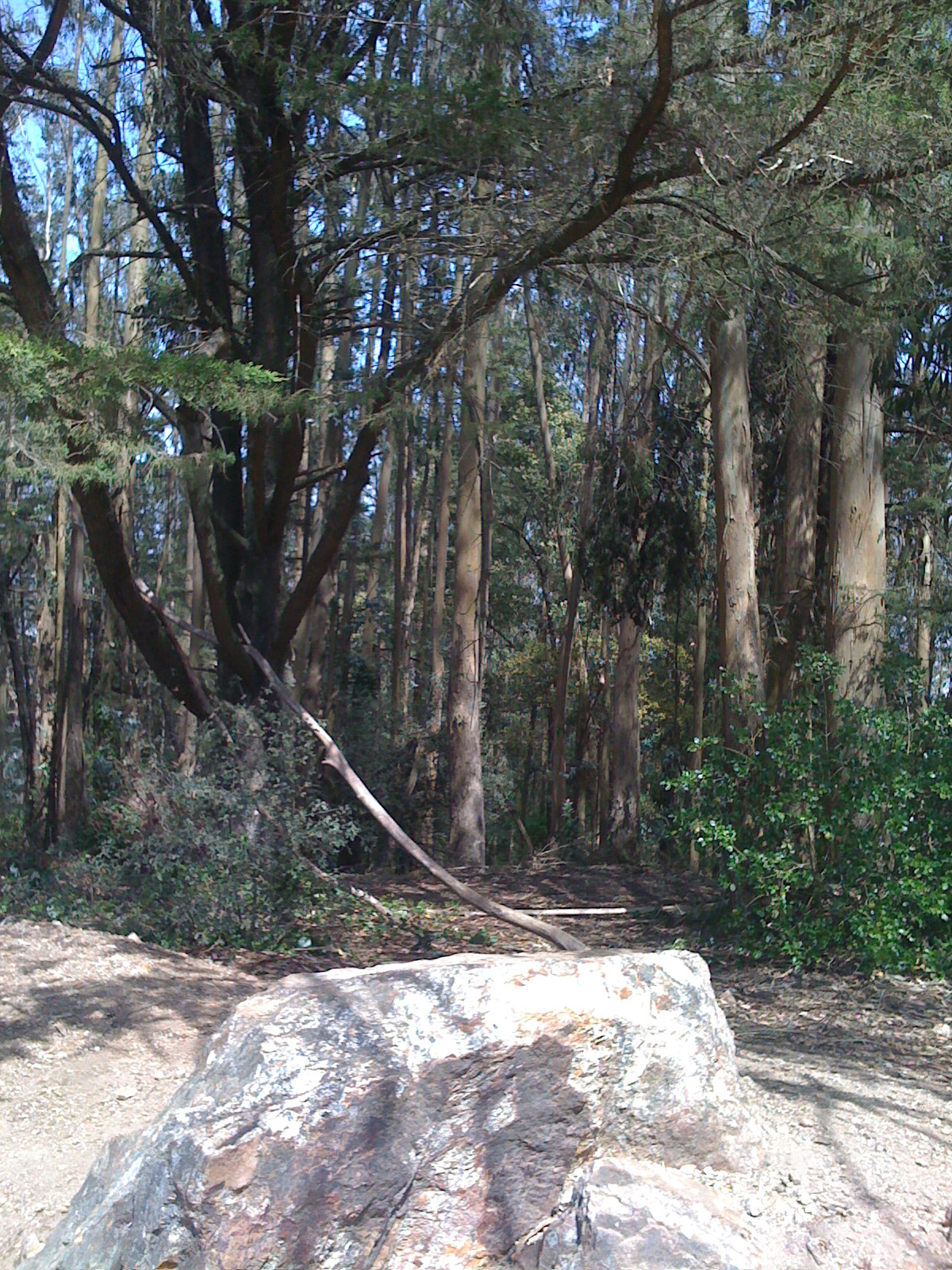
Des eucalyptus au sommet du mon Sutro

Le Mont Sutro est une colline au centre géographique de la ville de San Francisco en Californie (États-Unis). Son altitude est de 277 mètres au-dessus du niveau moyen de la mer. Il était autrefois connu sous le nom de « Mont Parnasse » et fut rebaptisé en l'honneur d'Adolph Heinrich Joseph Sutro, le 24e maire de San Francisco.
Sa plus grande partie est la propriété de l'université de Californie ; le campus principal de l'université y est établi. Les sentiers qui mènent au sommet sont ouverts au public. Le meilleur accès pour les visiteurs est celui de Clarendon Avenue : il traverse le complexe de l'université appelé Aldea San Miguel.
La Sutro Tower y est installée : il s'agit d'une tour de transmission de radio et de télévision, qui diffuse les émissions de plusieurs stations pour toute la Baie de San Francisco. Le Mont Sutro est couvert d'une forêt d'eucalyptus plantés à la fin du XIXe siècle. Des maisons de style victorien se trouvent au pied de la colline.
Elle apparaît dans le jeu vidéo Grand Theft Auto: San Andreas sous le nom de Missionary Hill (colline du missionnaire).